# Oxigenoterapia
La oxigenoterapia es una medida terapéutica que consiste en la administración de oxígeno a concentraciones mayores que las que se encuentran en aire del ambiente, con la intención de tratar o prevenir los síntomas y las manifestaciones de la hipoxia. El oxígeno utilizado en esta terapia es considerado un fármaco en forma gaseosa, administrado por vías aéreas.

## Introducción
Se define como oxigenoterapia el uso terapéutico del dioxígeno (antiguamente oxígeno), siendo parte fundamental de la terapia respiratoria. 
Debe prescribirse fundamentándose en una razón válida y administrarse en forma correcta y segura como cualquier otro medicamento. 
La oxigenoterapia normobárica consiste en administrar dioxígeno a distintas concentraciones, entre el 21 y el 100 %. Para ello se pueden utilizar mascarillas, cánulas nasales, tiendas de oxígeno, etc.
La oxigenoterapia hiperbárica consiste en administrar dioxígeno al 100 % mediante mascarilla o casco, mientras el paciente se encuentra en el interior de una cámara hiperbárica.
En las personas sanas la hemoglobina presenta una saturación de dioxígeno del 90 al 95 %, con lo que el aporte de dioxígeno a los tejidos es muy superior del que necesitan para vivir, siendo la extracción de dioxígeno por los tejidos de un 25 % del que transporta la sangre.
La sangre aporta a los tejidos una cantidad de dioxígeno muy por encima del que se utiliza normalmente (consumo de oxígeno). En efecto, los tejidos, en reposo, emplean sólo unos 5 mililitros de los 20 ml de oxígeno que hay en cada 100 ml de sangre.

## Antecedentes
En condiciones normales del estímulo nervioso que regula el sistema respiratorio, el ritmo respiratorio está ligado a la existencia de quimiorreceptores que son sensibles a la concentración de CO2, de iones hidrógeno y de dioxígeno (antiguamente oxígeno) en el organismo. En el hombre los quimiorreceptores están localizados primordialmente en las grandes arterias del tórax y del cuello; la mayor parte se encuentran en los cuerpos carotídeos y aórtico.
Es dudoso que estos quimiorreceptores sean esenciales para la regulación de la respiración en condiciones normales, ya que en estas condiciones el ritmo respiratorio depende de la actividad de neuronas situadas en el sistema nervioso central en el bulbo y la protuberancia, que son sensibles al dióxido de carbono y la concentración de hidrogeniones, sobre todo.

## Objetivo de la terapia
La finalidad de la oxigenoterapia es aumentar el aporte de dioxígeno a los tejidos utilizando al máximo la capacidad de transporte de la hemoglobina. Para ello, la cantidad de dioxígeno en el gas inspirado debe ser tal que su presión parcial en el alvéolo alcance niveles suficientes para saturar completamente la hemoglobina. Es indispensable que el aporte ventilatorio se complemente con una concentración normal de hemoglobina y una conservación del gasto cardíaco y del flujo sanguíneo tisular. El efecto directo es aumentar la presión del dioxígeno alveolar, que trae consigo una disminución del trabajo respiratorio y del trabajo del miocardio, necesaria para mantener una presión arterial de dioxígeno definida.
Cuando con estas medidas no se consigue aumentar el aporte de dioxígeno a los tejidos, se puede recurrir a la oxigenoterapia hiperbárica, pues con esta modalidad terapéutica se consigue incrementar hasta 27 veces el transporte de dioxígeno en sangre, pero en este caso el aumento es por el dioxígeno directamente disuelto en el plasma.

## Hipoxia celular
La hipoxia celular puede deberse a:
- Disminución de la cantidad de dioxígeno o de la presión parcial de dioxígeno en el gas inspirado.
- Disminución de la ventilación alveolar.
- Alteración de la relación ventilación/perfusión.
- Alteración de la transferencia gaseosa.
- Aumento del shunt intrapulmonar.
- Descenso del gasto cardíaco.
- Shock.
- Hipovolemia.
- Disminición de la hemoglobina o alteración química de la molécula.

## Indicaciones
La oxigenoterapia debe ser aplicada cuando existe disminución de la cantidad de oxígeno en la sangre, ya sea por insuficiencia respiratoria, insuficiencia circulatoria, anemia, atmósfera enrarecida con humos o gases, etc., pudiendo llevar a varias situaciones de hipoxia:

### Hipoxia atmosférica
La oxigenoterapia es útil para corregir por completo la concentración baja de oxígeno en los gases inspirados y, por lo tanto, proporcionar una terapéutica 100 % eficaz que suele pasar en lugares de gran altura.

### Hipoxia por hipoventilación
En estas situaciones la oxigenoterapia puede ser muy beneficiosa, aumentando hasta en 5 veces el oxígeno disponible.

### Hipoxia de difusión
Aquí la terapia con oxígeno puede aumentar la presión parcial de oxígeno en los pulmones desde un valor de 100 mmHg hasta 600 mmHg. Ello origina un gran incremento del gradiente de difusión entre alvéolos y sangre; tal gradiente se eleva desde un valor normal de 60 mmHg hasta uno tan alto como de 560 mmHg, es decir, un aumento de casi el 800 %. Este efecto es beneficioso en casos como el edema pulmonar, porque entonces el pulmón puede aumentar la captación de dioxígeno.

### Hipoxia isquémica
Es llamada hipoxia por deficiencia circulatoria. En esta, la oxigenoterapia normobárica es menos útil, pues el problema en este caso es una circulación sanguínea disminuida, no una falta de dioxígeno. Sin embargo, con la oxigenoterapia la sangre normal puede aportar una pequeña cantidad de dioxígeno extra a los tejidos porque, aunque la hemoglobina estará saturada, el dioxígeno disuelto depende de la presión parcial y aumentará (como mucho un 10 % más). 
En estos casos y ante la evidencia de hipoxia local, debemos intentar la oxigenoterapia hiperbárica con la que se consigue aumentar hasta los 2000 mmHg (respirando 100 % oxígeno a 2,5 ATA) la presión parcial de dioxígeno a expensas del dioxígeno disuelto en el plasma (Ley de Henry).

## Oxígeno en enfermedades especiales
También está indicado en enfermedades de curso lento que determinan un estado de hipoxia tisular crónica, es decir, una oxigenación insuficiente de las células, cuya supervivencia garantiza, aunque en condiciones de sufrimiento metabólico. Esta condición se presenta en ciertas formas asmáticas, enfisematosas, bronquíticas o de descompensación cardiocirculatoria.

## Cómo conocer el contenido de oxígeno en sangre
Se puede hacer de dos maneras:

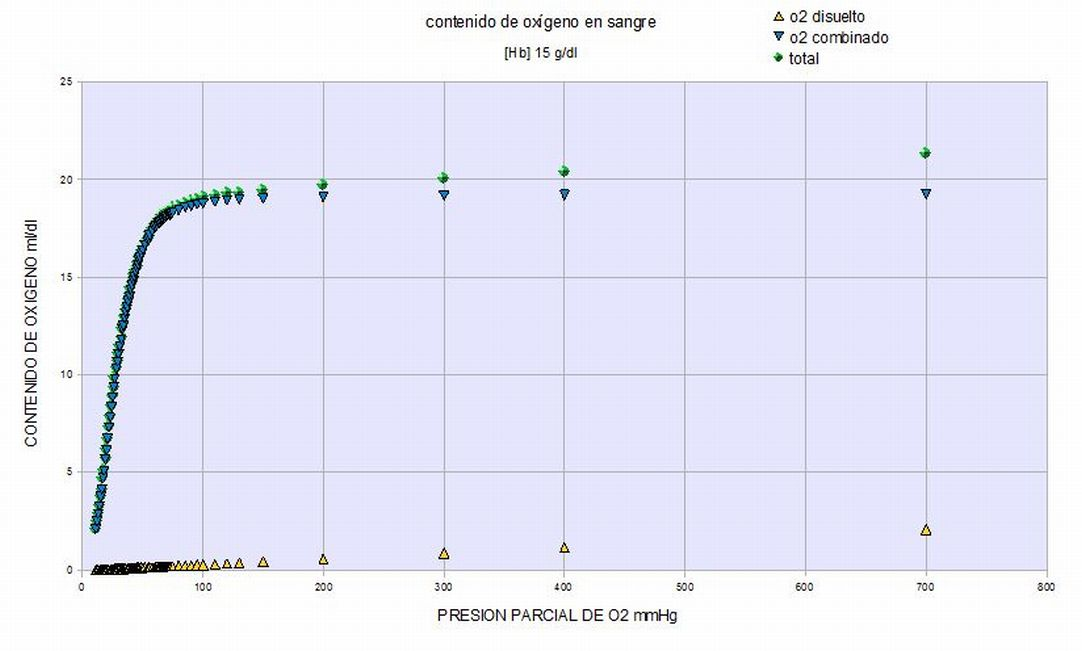

- Utilizando una gasometría arterial, que consiste en extraer sangre de la arteria y medir la concentración de oxígeno.

- La pulsioximetría, que consiste en poner un pequeño aparato en el dedo del paciente que va calculando la saturación de oxígeno de la hemoglobina en los capilares. Es la más usada, ya que su molestia es mínima para el paciente. En contrapartida, la gasometría proporciona más información porque permite medir otros parámetros importantes de la función cardiorrespiratoria.

La gráfica muestra cómo varía la cantidad de oxígeno que hay disuelto y combinado en 100 ml de sangre normal (contenido de oxígeno) cuando se modifica la presión parcial de oxígeno. En condiciones normales, la presión parcial de oxígeno en la sangre arterial es de unos 100 mmHg y en la sangre venosa mixta de unos 40 mmHg. Cuando se eleva la presión parcial de oxígeno por encima de los valores arteriales normales, como con la oxigenoterapia, el contenido de oxígeno aumenta, sobre todo, a expensas del que circula disuelto, ya que en la sangre arterial normal la hemoglobina está prácticamente saturada de oxígeno.

## Dispositivos para la administración de oxígeno

### Pacientes con respiración espontánea
- Cánula nasal.
- Mascarilla simple sin reservorio.
- OxyArm: Es un nuevo dispositivo de bajo flujo de oxígeno de mínimo contacto. No cubre la boca ni las fosas nasales, como una mascarilla, y permite el aporte de altas concentraciones de oxígeno. Este sistema se coloca en la cabeza del paciente, como el auricular de un teléfono, y difunde el oxígeno de manera simultánea sobre la nariz y la boca, a modo de nube de oxígeno. Esta nube de oxígeno concentrado sirve de fuente de gas inspirado para ser inhalado durante la inspiración.
- Mascarilla Venturi: suministra una concentración exacta de oxígeno independientemente del patrón respiratorio del paciente. Puede producir en el paciente sensación de confinamiento, calor e inclusive irritar la piel. Impide al paciente comer y hablar. La concentración de oxígeno puede variar si no se ajusta adecuadamente la mascarilla, si se angulan los tubos conectores, si se bloquean los orificios de entrada de la mascarilla o si se aplica un flujo de oxígeno inferior al recomendado.
- Mascarilla de respiración.

- Cámara hiperbárica.
- Cuna especial para neonatos.

### Pacientes con carencia de respiración espontánea
- Bolsa de resucitación manual.
- Respirador mecánico.

## Complicaciones
La administración inadecuada del oxígeno, tanto en la modalidad como en la dosis (concentración y tiempo), puede ser contraproducente en ciertas enfermedades, en las que puede incluso empeorar su situación, como puede ocurrir en ciertos enfermos respiratorios crónicos, en los que una inhalación excesiva de oxígeno podría determinar una elevación de la concentración del gas en sangre que es capaz de inhibir el estímulo que procede de los receptores sensibles. Esto deprime el ritmo respiratorio incluso en presencia de una concentración elevada de CO2. A esta situación se le conoce como evento paradójico, en el que un pequeño aumento en la concentración de oxígeno en sangre puede conducir a una parada de la función respiratoria, y se da con mayor frecuencia en la enfermedad pulmonar obstructiva crónica o EPOC (bronquitis crónica y/o enfisema).

## Oxigenoterapia domiciliaria

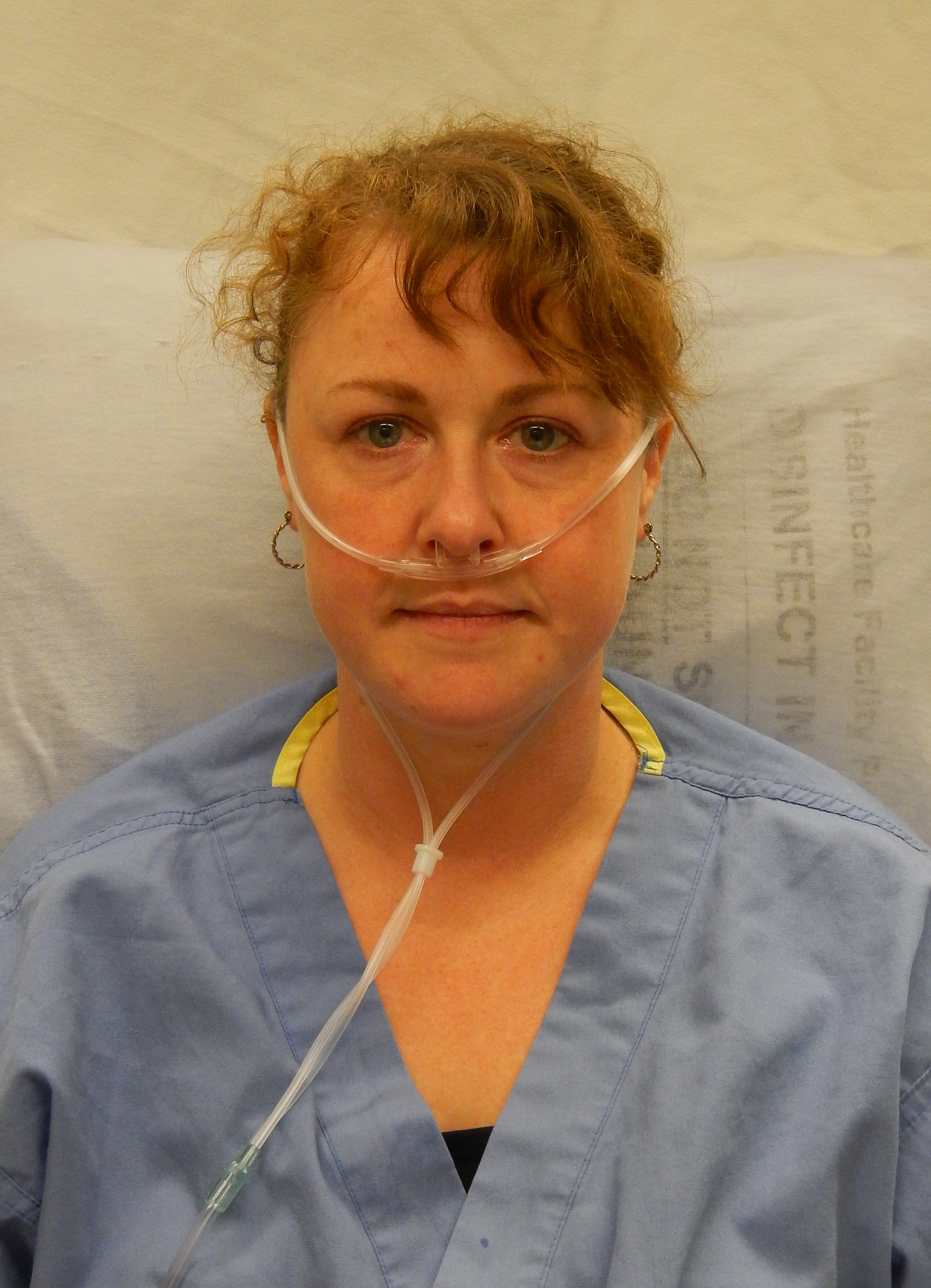
Puntas nasales

La oxigenoterapia puede suministrarse en el hogar como tratamiento continuo para los recién nacidos con hipoxemia crónica de cualquier causa o con enfermedad pulmonar con el fin de asegurar un aporte suficiente de oxígeno a todos los órganos del neonato. El médico pediatra es el encargado de determinar hasta cuándo debe mantenerse dicha terapia. La retirada del oxígeno se hará de forma gradual y será prescrita por el personal de salud. 
Algunos de los signos o síntomas que presentan los neonatos con algún grado de falla respiratoria son: cianosis o cambios de color en la piel, cuyas causas pueden deberse a ahogamiento por mal patrón de succión, desacople en la cánula nasal o cuando el oxígeno suministrado no es sufuciente; también pueden presentar movilización excesiva de la caja torácica (el pecho) y movilización execesiva de fosas nasales.